# Thomas Zink
Thomas Zink (* 14. April 1949 in Berlin) ist Professor für Mathematik an der Universität Bielefeld. Sein Forschungsgebiet ist die arithmetische algebraische Geometrie.

## Leben und Wirken
Zink wurde 1981 an der Akademie der Wissenschaften der DDR in Berlin promoviert (Über die schlechte Reduktion von Shimura-Mannigfaltigkeiten). Danach war er am Weierstraß-Institut der Akademie der Wissenschaften in Berlin und wurde nach der Wende Professor in Bielefeld. Unter anderem hat er bereits in Princeton, Toronto und Bonn geforscht. Zusammen mit Michael Rapoport erschloss er die sogenannten Rapoport-Zink-Räume.
In Fachkreisen bekannt wurde er, als er 1992 den Gottfried-Wilhelm-Leibniz-Preis der Deutschen Forschungsgemeinschaft zusammen mit Christopher Deninger (Westfälische Wilhelms-Universität zu Münster), Michael Rapoport (Bergische Universität Wuppertal) und Peter Schneider (Universität zu Köln) erhielt. Den vier Forschern, alle Spezialisten auf dem Gebiet der algebraischen arithmetischen Geometrie, gelang es, moderne Methoden der algebraischen Geometrie auf die Lösung von diophantischen Gleichungen zu übertragen.
Speziell befasst er sich mit p-divisiblen Gruppen und Shimura-Varietäten.
Thomas Zink ist außerdem seit 2003 Mitglied der Deutschen Akademie der Naturforscher Leopoldina.

## Schriften
- Cartiertheorie kommutativer formaler Gruppen, Teubner 1984
- Etale cohomology and duality in number fields, als Anhang in: Klaus Haberland Galois cohomology of algebraic number fields, Deutscher Verlag der Wissenschaften, Berlin 1978
- mit M. Rapoport: Period spaces for p-divisible groups, Annals of Mathematics Studies 141, Princeton 1996
- Cartiertheorie über perfekten Ringen I,II, Karl-Weierstrass-Institut für Mathematik, Berlin 1986
- mit H. Reimann: Der Dieudonnemodul einer polarisierten abelschen Mannigfaltigkeit vom CM-Typ, Annals of Mathematics, Band 128, 1988, S. 461–482
- A Dieudonne theory for p-divisible groups, in: Class Field Theory, Its Centenary and Prospect, Advanced Studies in Pure Mathematics, Tokio 2000, S. 1–22